# جون راسيل (رسام)
جون راسيل (بالإنجليزية: John Peter Russell)‏ هو رسام أسترالي، ولد في 16 يوليو 1858 في سيدني في أستراليا، وتوفي بنفس المكان في 22 أبريل 1930.